# رنسانس هلدینگ
رنسانس هلدینگ (انگلیسی: Rönesans Holding) شرکت هلدینگ در ترکیه است که در زمینه املاک و مستغلات، انرژی و ساخت‌وساز فعالیت می‌کند. شرکت رنسانس هلدینگ در سال ۱۹۹۳ توسط ارمان ایلیچاک تأسیس شد. این شرکت مالک شمار زیادی برج و ساختمان در کشورهای مختلف می‌باشد، که برای نمونه می‌توان به برج تکامل، لاختا سنتر و برج‌های نیوا اشاره کرد.